# Ишкин, Иван Петрович
Иван Петрович И́шкин — советский учёный, специалист в области глубокого холода и разделения газов.

## Биография
В 1930 году окончил Московский химико-технологический институт им. Д. И. Менделеева. Ученик и соратник профессора Н. Ф. Юшкевича.
С начала 1930-х годов работал в организациях по производству кислорода и кислородных установок.
С 1943 году инженер Главкислорода СНК СССР. С 1946 года начальник лаборатории НИИКМС (Всесоюзный научно-исследовательский институт кислородного машиностроения).
Кандидат технических наук (1953, тема диссертации — «Защита воздухоразделительных аппаратов от ацетилена».
В последующем — доктор технических наук, профессор ВЗПИ.

## Сочинения
- Производство азота и кислорода из воздуха. Н. Ф. Юшкевич, И. П. Ишкин. НКТП СССР, ОНТИ, Госхимтехиздат, 1934 — Всего страниц: 356
- Юшкевич Н. Ф., Ишкин И. П. Технология связанного азота. М.: ОНТИ, НКТП, 1934, 285 с.
- Эксплуатация кислородных установок : справочное издание / К. С. Буткевич, И. П. Ишкин, Б. С. Разумов и др. — М. : Машгиз, 1949. — 388 с. : ил.
- Гидравлическое сопротивление пористых сред / И. П. Ишкин, М. Г. Каганер // Научный и произв.-технич. бюлл. Главкислорода МХП СССР «Кислород». 1952. -№ 3. — С. 8-21.

## Награды и премии
- Сталинская премия третьей степени (1947) — за разработку и внедрение в промышленность нового способа очистки воздуха от ацетилена, обеспечившего взрывобезопасность воздухоразделительных аппаратов в кислородной промышленности.